# Westafrikanische Zwergziege

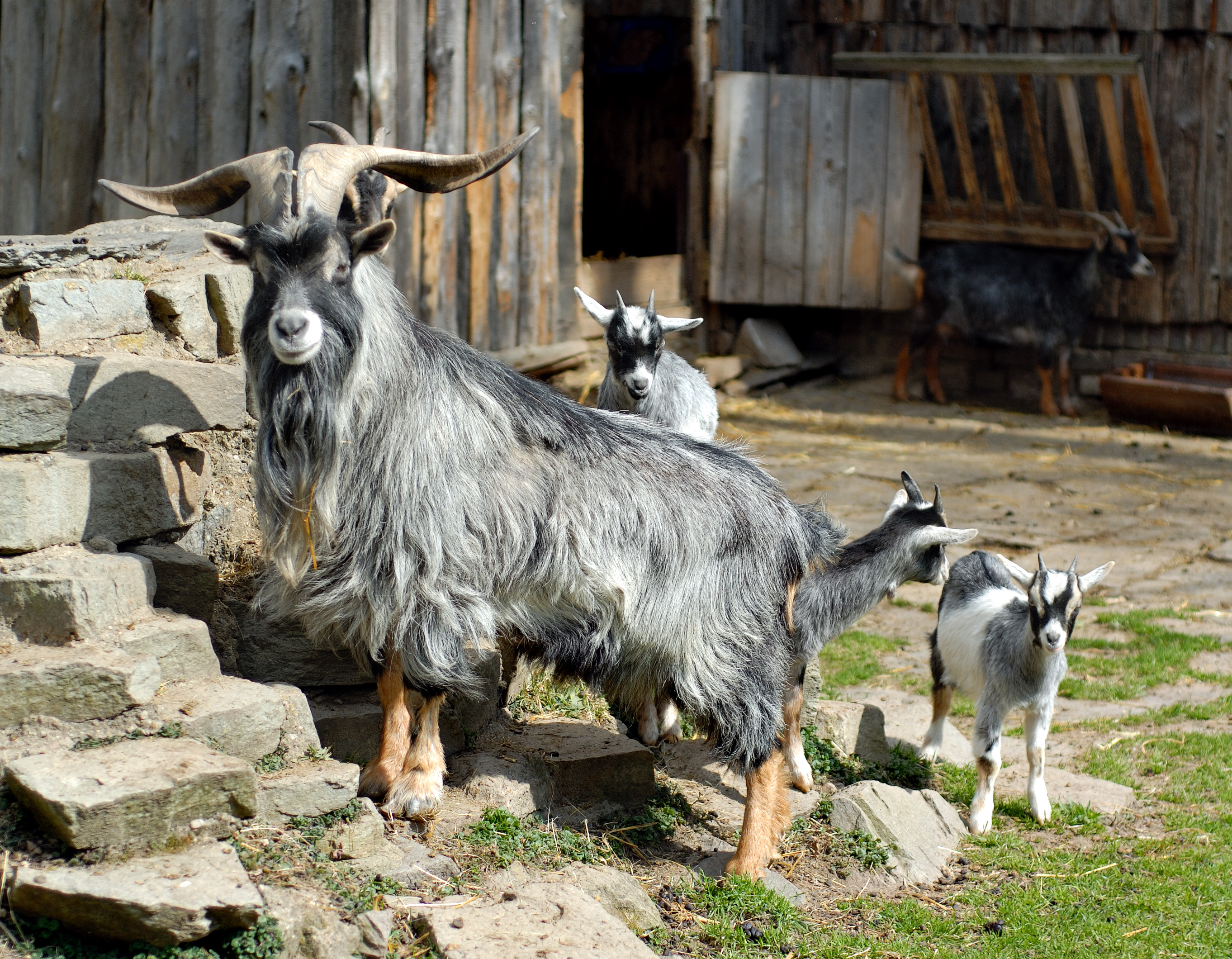
Westafrikanische Zwergziege

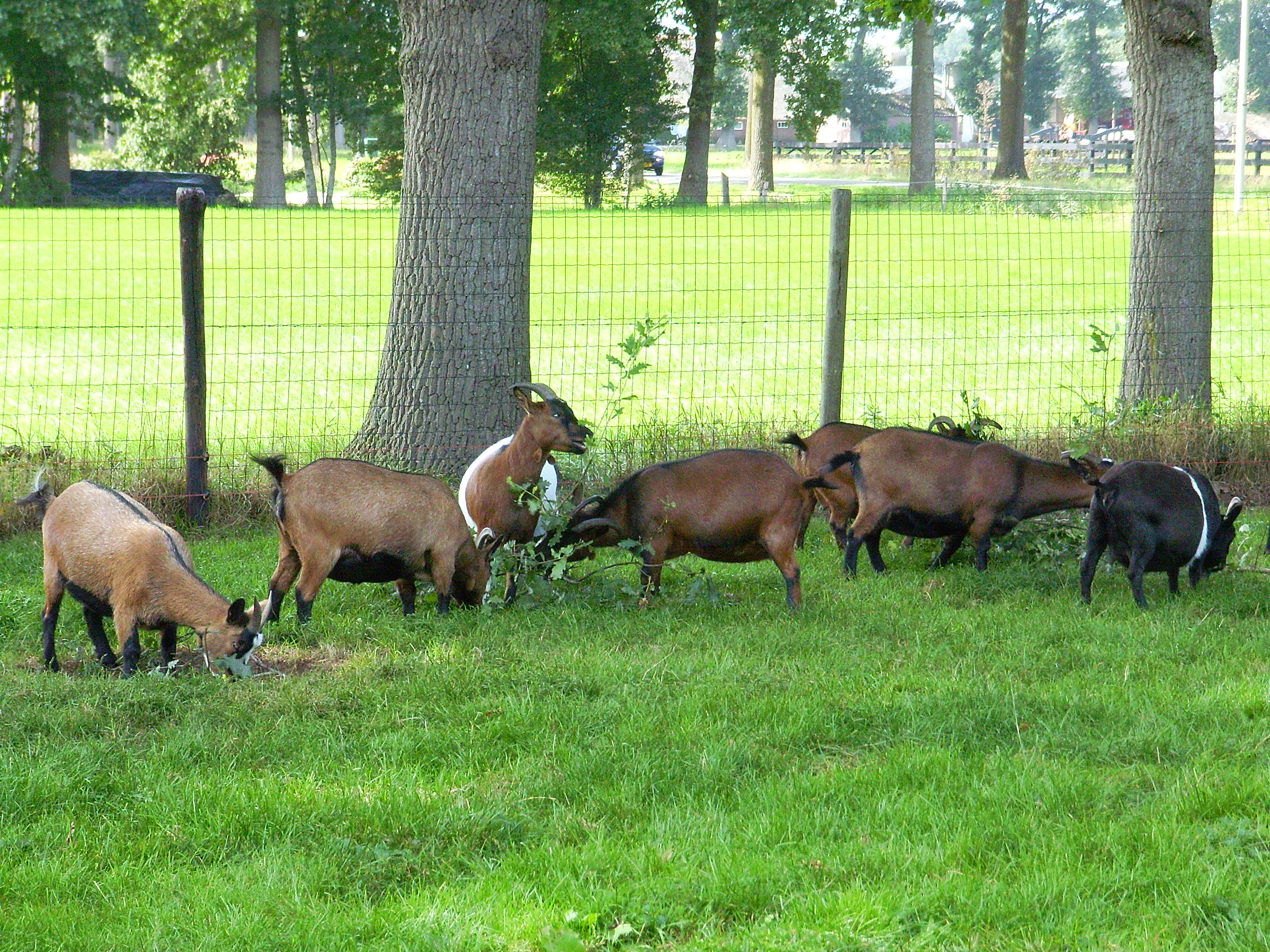
Kamerun-Zwergziege

Die Westafrikanische Zwergziege  ist eine Rasse bzw. Rassengruppe der Hausziege (Capra aegagrus hircus).
Die Zwergziegen Westafrikas werden, je nach regionaler Herkunft, mit einer Vielzahl von Namen bezeichnet, unter vielen anderen etwa Nigerianische oder Kamerun-Zwergziege (die Reinrassenzucht nach europäischem Brauch mit Herdbuch ist in Afrika nicht üblich, es handelt sich in europäischer Terminologie um Landrassen). Generell werden als „Zwergziegen“ alle Ziegenrassen mit einer Widerristhöhe unter 50 Zentimeter zusammengefasst. Diese kommen vor allem in West- und Zentralafrika vor. 1996 wurde abgeschätzt, dass etwa 38 Prozent der 38 Millionen Hausziegen in den humiden Regionen Westafrikas zu den Zwergziegenrassen gehören.
Zu den Westafrikanischen Zwergziegen gehörende Schläge und Landrassen sind die wirtschaftlich bedeutendsten Ziegenrassen in 18 Staaten West- und Zentralafrikas. Die meisten (11 Millionen) leben in den humiden Regionen Ost-Nigerias. Über 90 Prozent werden von Kleinbauern gehalten. In Kamerun leben 6,2 Millionen. Die Tiere werden vor allem zur Fleischproduktion gehalten, sind aber oft das einzige Kapital der armen Landbevölkerung und ihr Verkauf in Notzeiten deren letzte verbleibende Einkommensquelle.
Bei genetischen Untersuchungen, etwa an Kameruner Zwergziegen, zeigte sich anhand der genetischen Marker eine wahrscheinliche Einwanderungsroute, dem Niltal folgend, aus Nordostafrika, möglicherweise den historischen Wanderungen der Bantu-Völker folgend, die sie als Haustiere eingeführt hätten. Innerhalb der Region war der Unterschied zwischen verschiedenen Landrassen gering und die Inzuchtrate innerhalb der Populationen hoch, was vermutlich mit den Zuchtbedingungen vor Ort zusammenhängt. Die Westafrikanischen Zwergziegen als Gruppe zeigen aber eine genetische Diversität, die keinen Inzuchteinfluss erkennen lässt und der bei ihrer ursprünglichen Einführung nach Westafrika entsprechen könnte. Bekannt ist die besondere Resistenz der Nigerianischen Zwergziegen gegen Parasitenerkrankungen wie die (regional extrem bedeutende) afrikanische Trypanosomiasis und den Magenwurm Haemonchus contortus.
Die Westafrikanischen Zwergziegen sind in der Fellfarbe extrem variabel: schwarz, grau, braun, mit oder ohne weiße Flanken und Bauch, oft gescheckt.
Kamerun-Zwergziegen sind durch ihren gutmütigen Charakter bestens geeignet für Streichelzoos und sind weltweit in diesen anzutreffen.